# Майдан (Городоцький повіт)
Майда́н — колишнє село у Яворівському районі.

## Розташування
На північ знаходяться колишні села Вальддорф, Ґеруси, Велика Вишенька, Микіщаки, Калили, Річки, Під Лугом,  на захід — Верещиця, на південний захід — Лелехівка, на південь — Ставки.

## Історія
Село складалося з групи хуторів (Заязд, Березяки, Міхалейки).
На 1890 р. село налічувало 485 мешканців, ще 36 проживало на землях панського фільварку (більшість — греко-католики, 45 римокатоликів).
У післявоєнний час поселення ліквідоване у зв'язку з розширенням Львівського військового полігону.

## Адміністративний устрій
У 1854 — 1934 рр. Майдан був окремою гміною (самоврядною громадою), у 1934 р. включений до Гміни Вішенка Городоцького повіту. У 1940 р. включений до Верещицької сільської ради Янівського району як хутір Майдан.